# Philipp II. von Montfort

Wappen Philipps II.

Philipp II. von Montfort (* um 1225; † 24. September 1270 bei Tunis) war Herr von Castres, La Ferté-Alais und Bréthencourt, sowie Graf von Squillace. Er war ein Sohn des Philipp von Montfort und der Eleonore von Courtenay.

## Leben
Philipp erhielt 1240 von seinem Vater die französischen Besitzungen der Familie übertragen, nachdem der Vater in das Heilige Land gezogen war. Im Jahr 1258 gründete er bei Castres das Kloster Saint-Vincent der Predigerbrüder. Er begleitete ab 1266 Karl von Anjou nach Italien zur Eroberung des Königreichs Sizilien. Für seine Verdienste wurde er zum Grafen von Squillace ernannt. Nach seiner Rückkehr nach Castres 1268 baute er die Burgen Roquecourbe und Técou. 1270 schloss sich Philipp dem Siebten Kreuzzug unter König Ludwig IX. von Frankreich an und starb während der Belagerung von Tunis an der dort um sich greifenden Ruhr, bestattet wurde er in Saint-Vincent bei Castres.

## Ehe und Nachkommen
Philipp war verheiratet mit Jeanne de Lévis († 1284), einer Tochter von Guy I. de Lévis, Herr von Mirepoix (Haus Lévis). Ihre Kinder waren:
- Johann von Montfort († 1300), Herr von Castres, Graf von Squillace
- Johanna von Montfort († 1300), 1. ⚭ mit Graf Guigues VI. von Forez, 2. ⚭ mit Ludwig von Savoyen, Herr von Vaud
- Laure von Montfort († um 1300), ⚭ mit Graf Bernard VII. von Comminges
- Éléonore von Montfort († um 1338), Erbin von Castres; ⚭ mit Graf Johann V. von Vendôme